# Barbadoská vlajka

Barbadoská vlajka
Poměr stran: 2:3

Barbadoská válečná námořní vlajka
Poměr stran: 1:2

Vlajka Barbadosu byla oficiálně přijata 30. listopadu 1966 při vyhlášení nezávislosti. Má podobu tří svislých pruhů: krajní pruhy jsou v barvě námořní modré, prostřední pruh je žlutý. Uprostřed vlajky je černý trojzubec.
Trojzubec – také známý jako zlomený trojzubec – symbolizuje nezávislost Barbadosu na Británii (koloniální znak obsahoval trojzubec celý) a každý vrchol trojzubce symbolizuje jednu demokratickou zásadu. Námořní modř je barvou oceánu, žlutá symbolizuje barbadoský písek.

Vlajka barbadoského prezidenta Poměr stran: 1:2

## Historie

Barbadoská vlajka (1870–1966) Poměr stran: 1:2
Vlajka Západoindické federace (1958–1962) Poměr stran: 1:2

## Commonwealth
Barbados je členem Commonwealthu (který užívá vlastní vlajku) a do vyhlášení republiky roku 2021 byl hlavou státu britský panovník (Commonwealth realm), kterého zastupoval generální guvernér (viz seznam vlajek britských guvernérů).
V roce 1960 byla navržena osobní vlajka Alžběty II., určená pro reprezentaci královny v její roli hlavy Commonwealthu na územích, ve kterých neměla jedinečnou vlajku – to byl i případ Barbadosu. V roce 1966 ale byla vytvořena speciální vlajka Alžběty II. na Barbadosu, poprvé ale byla užita až v roce 1975 při její návštěvě ostrova (viz seznam vlajek Alžběty II.).
V den 55. výročí nezávislosti země, 30. listopadu 2021, došlo ke změně formy vlády a Barbados se stal republikou. Byla tak ukončena platnost vlajky barbadoského generálního guvernéra i vlajky Alžběty II. na Barbadosu.

Osobní vlajka královny Alžběty II. na Barbadosu (1960–1966) Poměr stran: 1:1
Vlajka Alžběty II. na Barbadosu (1966–2021) Poměr stran: 1:2
Vlajka barbadoského generálního guvernéra (1966–2021) Poměr stran: 1:2 (jsou ale známy vlajky s poměrem 3:4 nebo 3:5)